# Gran Bahía Blanca
Se denomina Gran Bahía Blanca a la aglomeración de la ciudad de Bahía Blanca con localidades vecinas, en el sur de la Provincia de Buenos Aires. El INDEC utilizó esta denominación en algunos informes (incluyendo el censo de 1980), aunque actualmente lo denomina simplemente Bahía Blanca. Contaba con 291 327 habitantes, según los resultados del censo 2010. En el anterior censo contaba con 272 176 habitantes, lo que representa un incremento del 7.0%.
Es la cuarta aglomeración más grande de la provincia de Buenos Aires, después del Gran Buenos Aires, el Gran La Plata y Mar del Plata y la n.º 17 a nivel nacional. 
Las siguientes localidades conforman lo que es el Gran Bahía Blanca:
| Componente      | Población (1991) | Población (2001) | Población (2010) | Población (2022) |
| --------------- | ---------------- | ---------------- | ---------------- | ---------------- |
| Bahía Blanca    | 244 767          | 258 243          |                  | s/d              |
| Ingeniero White | 11 065           | 10 486           |                  | 11.933           |
| Grünbein        | 2440             | 3194             |                  | 7.564            |
| Villa Espora    | 1.242            | 1.604            |                  | s/d              |
| Villa Bordeu    | 582              | 982              |                  | 3.613            |
| Total           | 260 096          | 274 509          | 291 327          | 323.527          |

Villa Espora actualmente aparece como "Barrio Espora" perteneciente a la localidad de Grünbein 

Area Metropolitana de Bahia Blanca

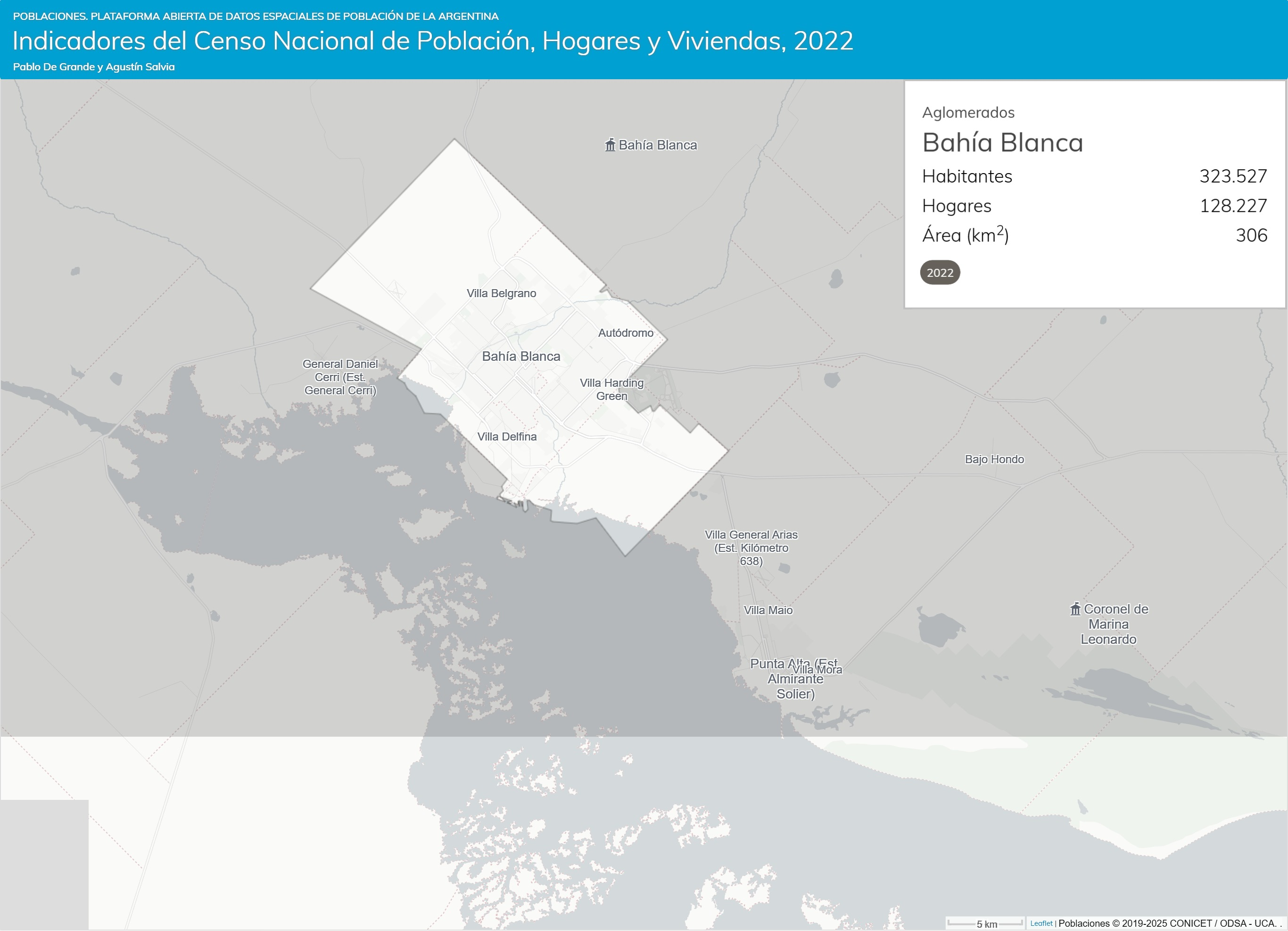

El área ó región metropolitana se extiende mas allá de los limites del aglomerado, abarcando así localidades que no presentan una continuidad física pero sí están unidas funcionalmente por relaciones socio-económicas que interactúan con el mismo aglomerado. Contaba en el Censo 2022 con 394.305 habitantes.
Conforman el area metropolitana Bahiense las siguientes localidades:
-Punta Alta / Puerto Rosales con 61.497 habitantes (casco urbano) ubicada en el Partido de Coronel Rosales de la Provincia de Buenos Aires
-Gral. Daniel Cerri con 7.329 habitantes (casco urbano), ubicada en el Partido de Bahia Blanca, de la Provincia de Buenos Aires
-Villa Gral. Arias con 1.952 habitantes (casco urbano), ubicada en el Partido de Coronel Rosales de la Provincia de Buenos Aires

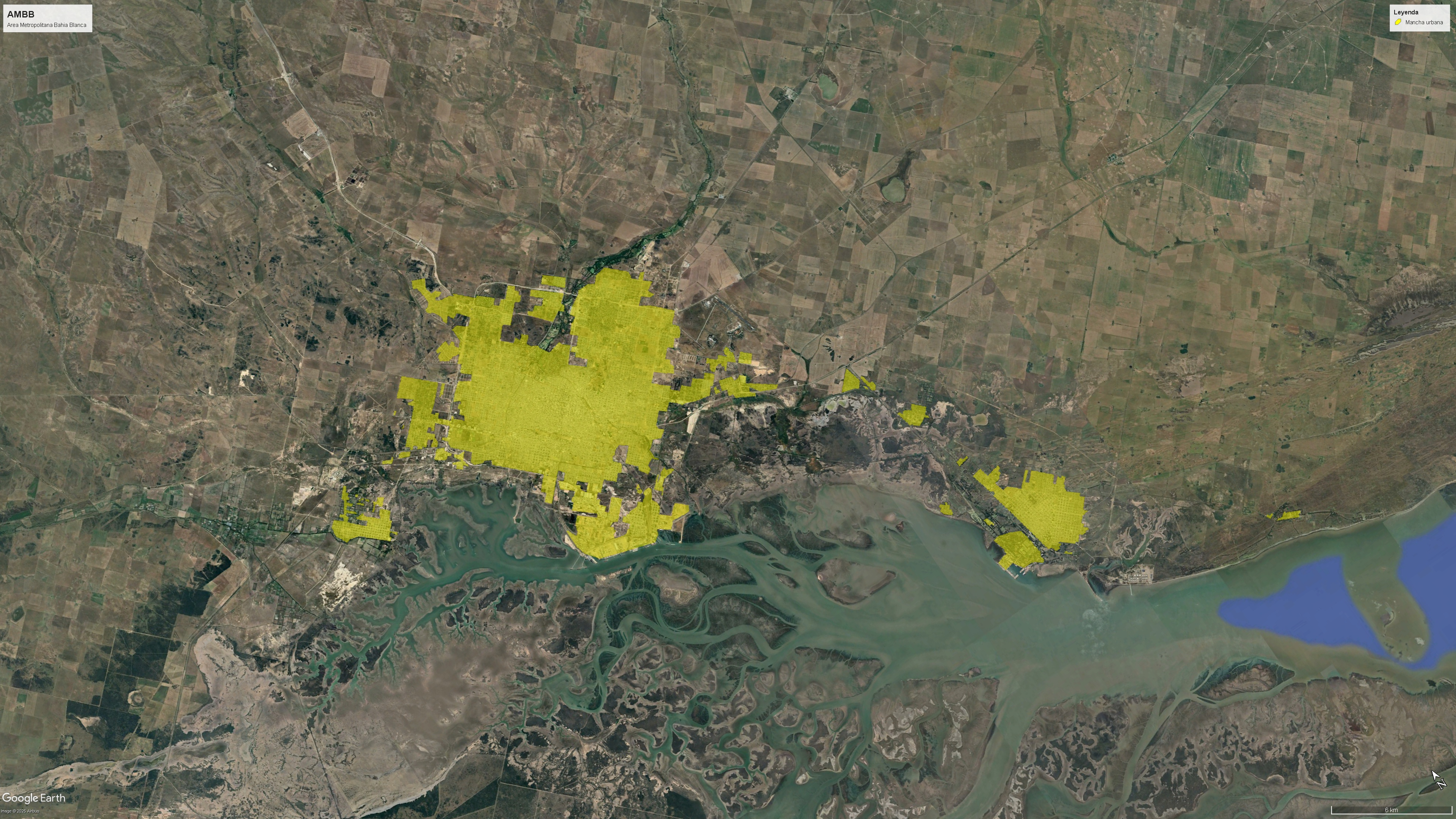